# 赤色密室
《赤色密室》（Akai misshitsu (heya): Kindan no ōsama gēmu）是一部1999年日本非戲院恐怖電影，由山內大輔編劇和導演。

## 剧情
這部電影講述了真人秀遊戲節目中的四名參賽者（一對瀕臨離婚的夫妻、一名年輕的企業女性和一名17歲的女學生）被關在“赤色密室”中，互相折磨，最後活下来的人將赢得一千萬日元。參賽者被要求抽卡決定誰將選擇酷刑，誰將實施酷刑，以及誰將成為受害者。選擇的酷刑一開始相對溫和，但逐漸升級為極端的性虐待。
- 第一回合：丈夫命令女高中生跟女企業女性法式舌吻五分鐘；女高中生過關。
- 第二回合：企業女性命令丈夫把女高中生綁在椅子上不停旋轉五分鐘；女高中生過關。
- 第三回合：女高中生命令妻子用吹風機對丈夫的嘴巴吹熱風五分鐘；丈夫過關。
- 第四回合：妻子命令企業女性喝下女高中生的尿，這才發現女高中生是男生；企業女性過關。
- 第五回合：企業女性命令丈夫不停毆打妻子五分鐘；妻子因不停羞辱丈夫導致丈夫失去理智，便性侵了她，導致她暈死；丈夫過關。
- 第六回合：女高中生命令丈夫用電燈泡塞入企業女性陰道不停抽插五分鐘，最後十秒丈夫又失去理智導致燈泡破裂，女性企業的陰道狂噴血；企業女性過關。
- 第七回合：女高中生命令丈夫和企業女性性交，企業女性幫丈夫口交到一半咬斷他的陰莖導致他慘死。
- 第八回合：企業女性命令女高中生和自己性交，女高中生一開始拒絕並且放棄競爭，但中途妻子甦醒過來用螺絲起子殺死企業女性，女高中生又和妻子發生肢體衝突，螺絲起子插入妻子嘴巴導致她死亡；女高中生為了贏取獎勵便和企業女性屍體性交；最終贏取獎金。

## 演员
- 冢本友希
- 大川真由美
- 北千住广（ひろし，音）
- 永森椎名

## 發行
這部電影於1999年6月4日在日本以VHS格式發行，後來於2005年12月22日以DVD形式發行。《赤色密室》由Anthem Pictures於2007年1月9日在美國發行。
2000年，這部電影推出了續集《新赤色密室》。

## 外部連結
- 豆瓣电影上《赤色密室》的資料 （简体中文）
- 互联网电影数据库（IMDb）上《赤色密室》的资料（英文）
- AllMovie上《赤色密室》的资料（英文）
- 赤色密室 - 日本电影数据库